# Jardin Frédéric-Dard
Le jardin Frédéric-Dard est un square du 18e arrondissement de Paris.

## Situation et accès
Le site est accessible par la rue Norvins.
Il est desservi par la ligne 12 du métro de Paris à la station Lamarck - Caulaincourt.

## Origine du nom

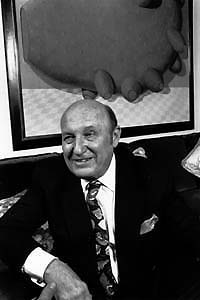
Frédéric Dard en 1992.

Il rend hommage à l'écrivain français Frédéric Dard, principalement connu (dans une production extrêmement abondante) pour les aventures du commissaire San-Antonio,. 

## Historique
Anciennement « square Cité-Norvins », ce jardin a pris le nom de « jardin Frédéric-Dard ». 